# Fotbollsgalan 2021
Fotbollsgalan 2021 arrangerades digitalt måndagen den 27 december 2021 på grund av coronapandemin och var den 27:e fotbollsgalan sedan premiäråret 1995. Den sändes i TV4.

## Priser
| Pris                        | Vinnare                                    |
| --------------------------- | ------------------------------------------ |
| Guldbollen                  | Emil Forsberg, RB Leipzig                  |
| Diamantbollen               | Fridolina Rolfö, FC Barcelona              |
| Årets back (dam)            | Magdalena Eriksson, Chelsea FC             |
| Årets back (herr)           | Victor Nilsson Lindelöf, Manchester United |
| Fotbollskanalens hederspris | Roy Hodgson                                |
| Årets målvakt (dam)         | Hedvig Lindahl, Atlético Madrid            |
| Årets målvakt (herr)        | Robin Olsen, Sheffield United              |
| Årets mittfältare (dam)     | Caroline Seger, FC Rosengård               |
| Årets mittfältare (herr)    | Emil Forsberg, RB Leipzig                  |
| Årets anfallare (dam)       | Fridolina Rolfö, FC Barcelona              |
| Årets anfallare (herr)      | Alexander Isak, Real Sociedad              |
| Årets domare (dam)          | Almira Spahic                              |
| Årets domare (herr)         | Mehmet Culum                               |
| Årets futsalspelare (dam)   | Madeleine Stegius, Djurgårdens IF          |
| Årets futsalspelare (herr)  | Fredrik Söderqvist, IFK Uddevalla Futsal   |
| Årets E-fotbollsspelare     | Oliver Uttgren, Mkers                      |